# Museo del Oro

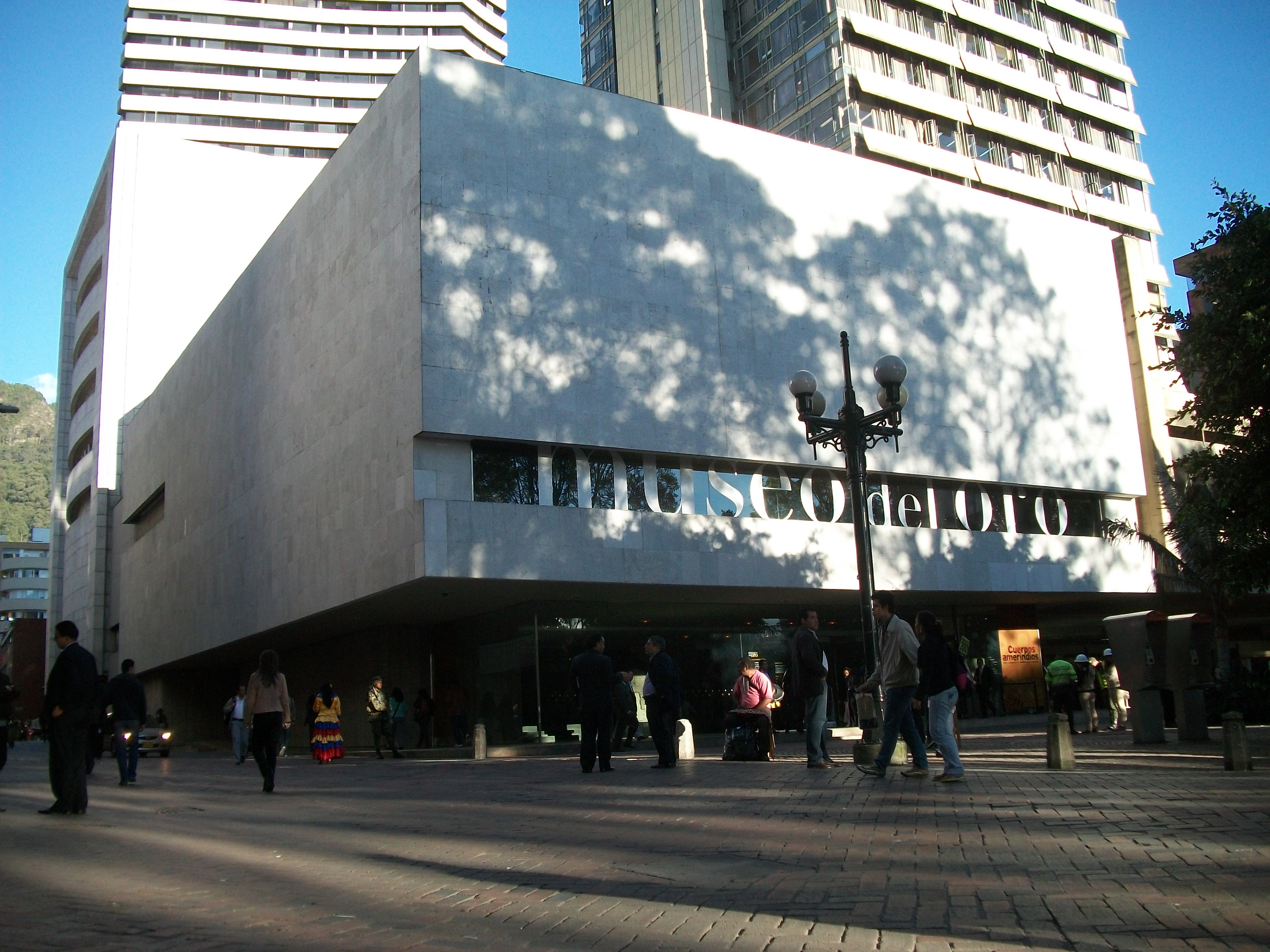
Außenansicht

Das Museo del Oro (offiziell spanisch El Museo del Oro del Banco de la República de Colombia ‚Goldmuseum der Bank der Republik Kolumbien‘) ist ein Museum in Bogotá, Kolumbien.
Es werden zum größten Teil aus Gold gearbeitete präkolumbische Fundstücke ausgestellt. Das Museum wurde von der Banco de la República, der kolumbianischen Staatsbank, 1939 zum Schutze des archäologischen Erbes des Staates gegründet.

## Besondere Objekte

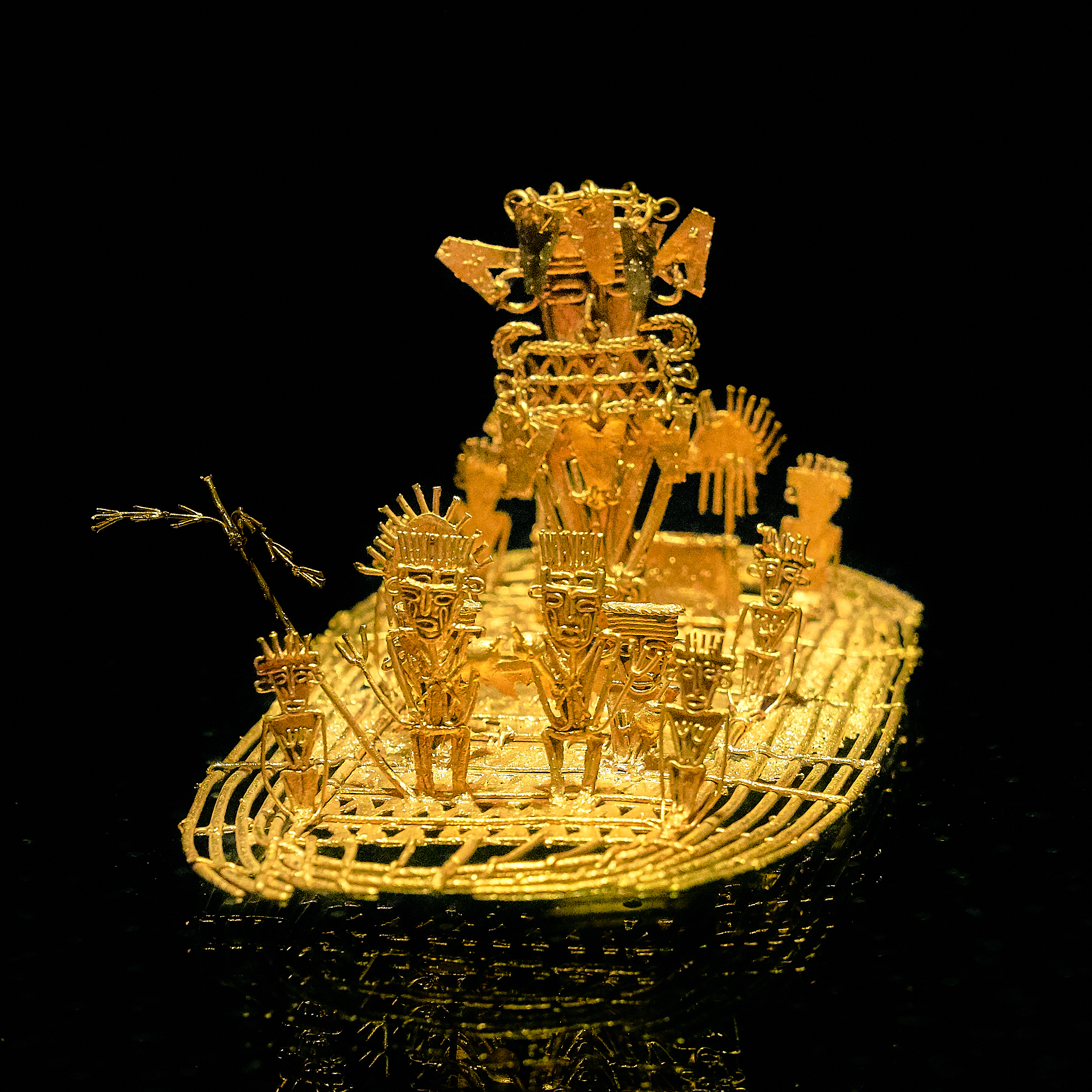
Goldfloß von Eldorado

Die Sammlung präkolumbischer Goldobjekte ist weltweit einzigartig und gilt als die größte ihrer Art (35.000 Stück). Unter den Ausstellungsstücken findet man aber auch aus Ton, Stein, Muscheln, Holz und Textilien fabrizierte Objekte. Hervorzuheben sind:
- Goldfloß von Eldorado: Ein aus filigranem Gold gefertigtes Floß, 600 n. Chr. – 1600 n. Chr. aus Pasca, das die Eldorado-Zeremonie darstellt
- Poporo: ein goldener Behälter zur Aufbewahrung von Kalk, ca. 500 n. Chr. aus San Pedro de Urabá war die erste Anschaffung des Museums

## Struktur

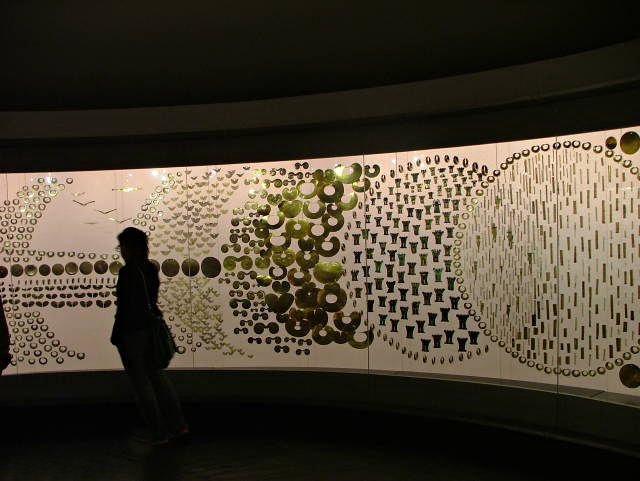
Ausstellungsstücke

Im Erdgeschoss befindet sich der Empfang und die Kasse. Im ersten Stock sind zum größten Teil die nicht goldenen Ausstellungsstücke zu sehen und eine Einleitung zum geographischen und historischen Kontext der Funde. Der zweite und dritte Stock enthält fast ausschließlich Goldobjekte.
Das Museum liegt vor dem Parque Santander an einer TransMilenio-Haltestelle, die denselben Namen trägt. Geleitet wird das Museum von Clara Isabel Botero.

## Regionale Museen
Die Banco de la República unterstützt auch folgende regionale Zweigmuseen des Museo del Oro:
- Museo del Oro Tairona in Santa Marta.
- Museo del Oro Zenú in Cartagena de Indias.
- Museo del Oro Quimbaya in Armenia.
- Museo del Oro en Manizales in Manizales.
- Museo del Oro Calima in Cali.
- Museo del Oro Nariño in Pasto.
- Museo Etnográfico in Leticia.